# Ampugnano
Ampugnano è una località del comune di Sovicille, nella provincia di Siena.

## Storia
Antico comune del contado senese, Ampugnano nacque in epoca alto-medievale e vi ebbero dominio i conti Ardengheschi di Civitella Marittima. Nel XII secolo il borgo fu inserito sotto la giurisdizione dell'abbazia di San Lorenzo al Lanzo.
Nella prima metà del XX secolo, presso la località è stato realizzato l'aeroporto di Siena.

## Monumenti e luoghi d'interesse
- Chiesa di Sant'Andrea, principale edificio di culto del borgo, si tratta di un edificio in stile romanico, fondata in epoca medievale dai canonici di Ponte allo Spino.[1] All'interno sono conservati pregevoli affreschi del XV secolo.[1]
- Pozzi di Ampugnano: nel borgo si trovano due caratteristici pozzi, il primo è sito nella piazza principale del paese, mentre l'altro, risalente al XIV secolo, è posto dietro la chiesa.[1]

## Infrastrutture e trasporti
Ad Ampugnano è situato l'impianto aeroportuale di riferimento della città di Siena.